# Muiderkring

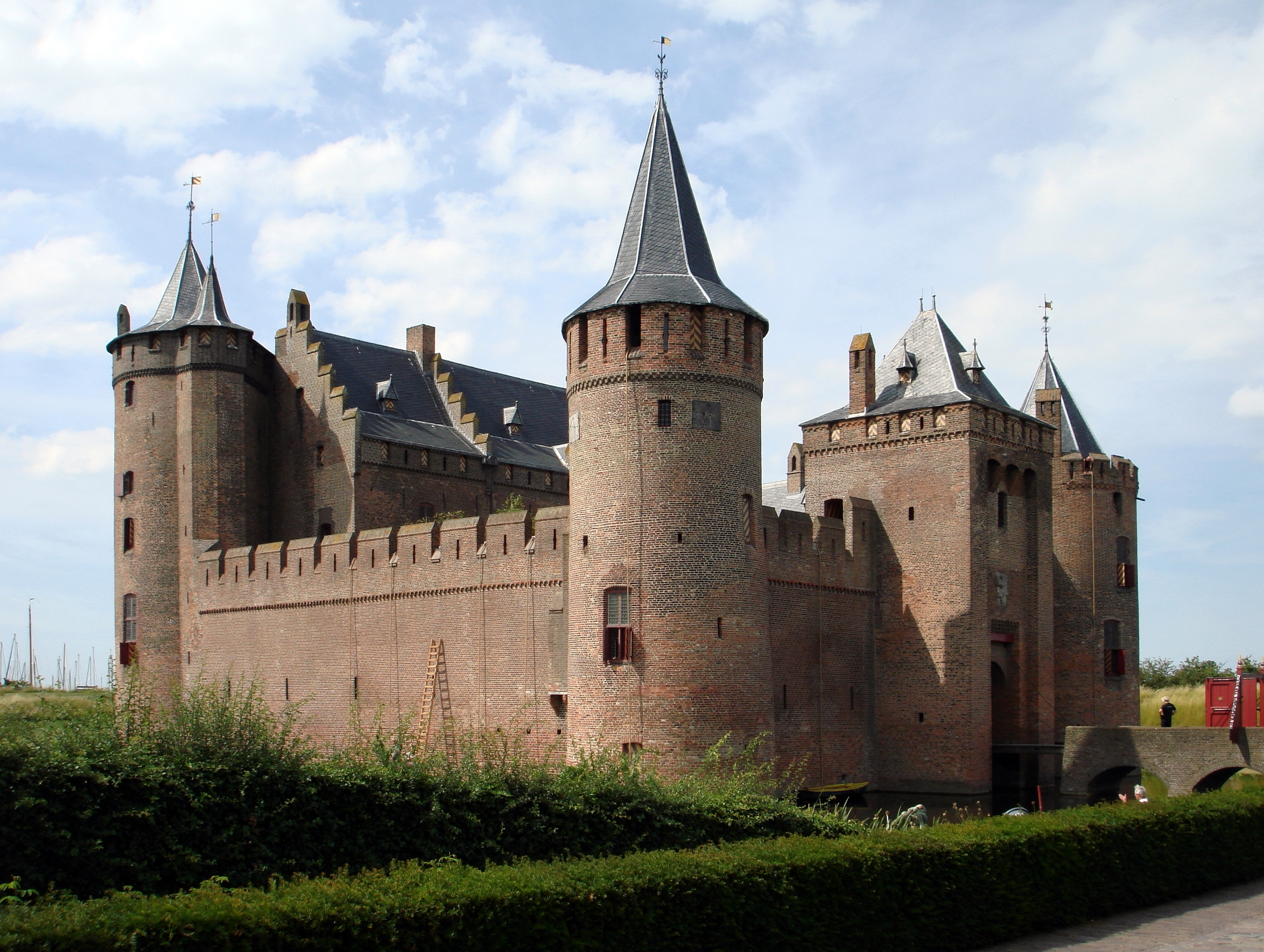
Zamek w Muiden

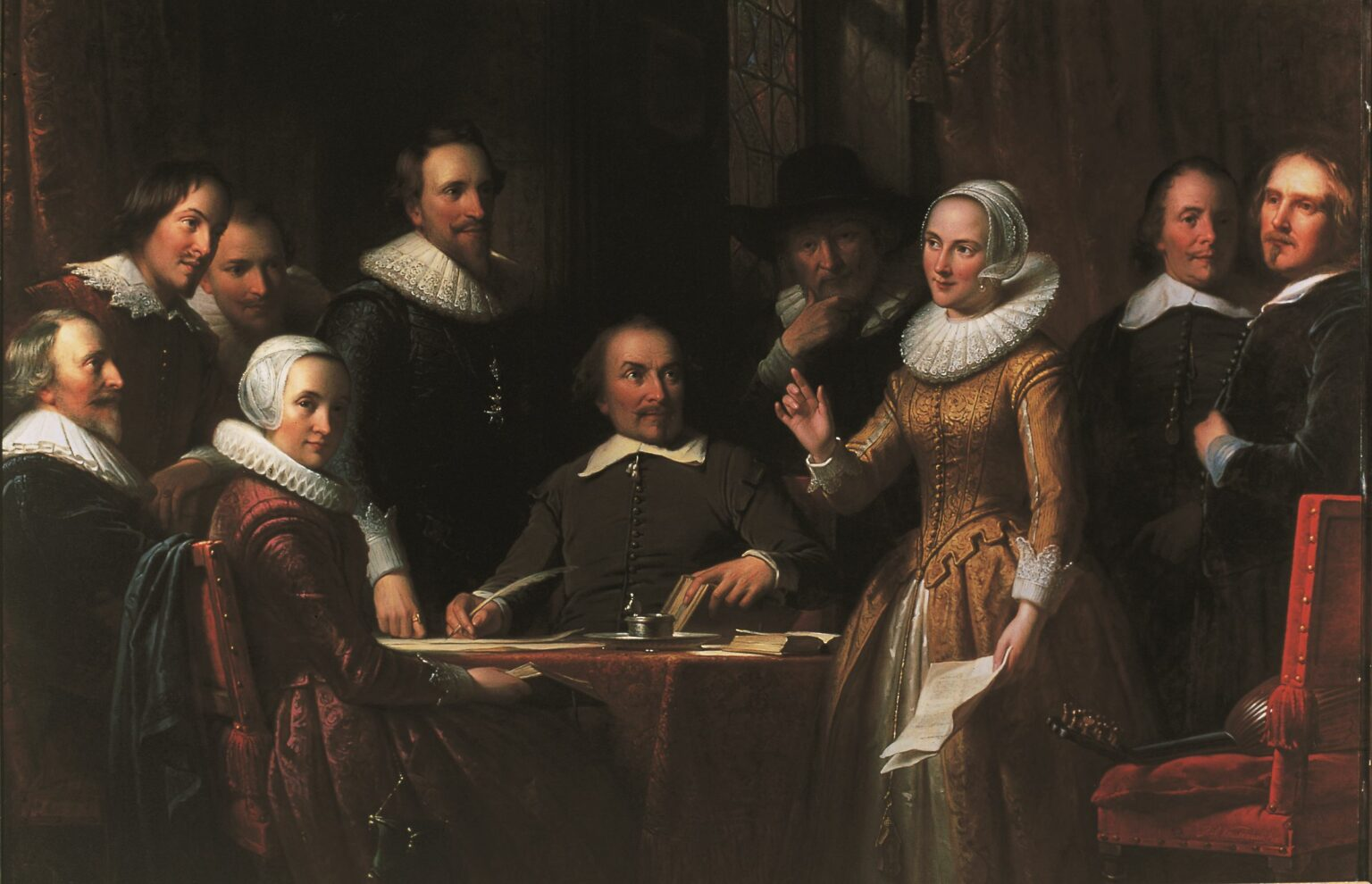
Członkowie Muiderkring na obrazie Krusemana, 1852

Muiderkring – powstały na początku XVII w. renesansowy krąg pisarzy, uczonych i muzyków spotykających się regularnie w średniowiecznym zamku w Muiden niedaleko Amsterdamu.
Początkowo nie była to oficjalna grupa o zorganizowanym charakterze, a raczej spontanicznie powstały krąg przyjaciół sztuki. Kręgi literackie, odgrywające rolę społeczną wykraczającą poza rozrywkę grupy znajomych osób, stanowiły w XVII wieku izby retoryków. Centralną postacią Muiderkring był kasztelan zamku, poeta Pieter Corneliszoon Hooft, który zapraszał swoich przyjaciół na regularne spotkania. Ważnymi członkami byli Constantijn Huygens, Dirck Sweelinck, Joost van den Vondel, Bredero oraz siostry poetki Maria i Anna Visscher. Za rok rozpoczęcia tertulii uważa się 1633; spotkania w zamku ustały po śmierci Hoofta w 1647 roku.
W XIX w. holenderscy artyści tacy jak Jan Adam Kruseman przywołali pamięć o Muiderkring i czerpali z niego inspiracje.